# Haines City
Haines City est une ville des États-Unis, située dans le Comté de Polk en Floride.

## Démographie
| 1920 | 1930  | 1940  | 1950  | 1960  | 1970  |
| ---- | ----- | ----- | ----- | ----- | ----- |
| 651  | 3 037 | 3 890 | 5 630 | 9 135 | 8 956 |

| 1980   | 1990   | 2000   | 2010   | - | - |
| ------ | ------ | ------ | ------ | - | - |
| 10 799 | 11 683 | 13 174 | 20 535 | - | - |

Avec une population recensée de 20 535 habitants en 2010, elle est la troisième ville la plus peuplée du comté.

## Source de la traduction
- (en) Cet article est partiellement ou en totalité issu de l’article de Wikipédia en anglais intitulé « Haines City, Florida » (voir la liste des auteurs).